# 보문고등학교 (광주)
보문고등학교(普文高等學校)는 대한민국 광주광역시 광산구 운수동에 위치한 사립 고등학교이다.

## 학교 연혁
- 1974년 6월 7일 : 학교법인 보문학숙 설립 인가(설립자 정형래)
- 1974년 12월 27일 : 광산여자고등학교 설립 인가
- 1975년 3월 1일 : 초대 백남현 교장 취임
- 1975년 3월 5일 : 개교 및 제1회 입학식
- 1987년 2월 5일 : 신축교사 준공 이전
- 1988년 12월 31일 : 보문관 준공
- 1997년 3월 1일 : 보문여자고등학교로 교명 변경
- 2002년 1월 15일 : 2002학년도 교육인적자원부 과제수행 과학교육 연구학교로 지정
- 2002년 3월 1일 : 보문고등학교로 교명 변경 (남녀 공학)
- 2010년 3월 1일 : B-1타입 교과교실제 연구학교로 지정(5년간)
- 2010년 4월 21일 : 자율형 사립고등학교 지정
- 2019년 7월 1일 : 제5대 정영헌 이사장 취임
- 2022년 3월 1일 : 제14대 최인기 교장 취임
- 2025년 1월 17일 : 제48회 졸업식 졸업생 300명(졸업생 총수 19,464명)
- 2025년 3월 4일 : 제51회 입학식 입학생 292명

## 참고 자료
- 보문고등학교 - 한국교육학술정보원 학교알리미